# Raley's Supermarkets
Raley's Supermarkets er en amerikansk familieejet dagligvarekæde med hovedkvarter i West Sacramento, Californien. De har 129 butikker og 23.000 ansatte. Deres supermarkeder findes under forskellige brands, det største er Raley's med 79 butikker. Deres årsomsætning er på ca. 5 mia. amerikanske dollar.
Virksomheden blev etableret 16. februar 1935, af Thomas P. Raley i Placerville, Californien, som Raley's Drive-In Market.